# The Loud House
The Loud House (Loud em Casa em Portugal) é uma série animada de televisão americana criada em 2016 por Chris Savino para a Nickelodeon. A série gira em torno da vida cotidiana caótica de um menino chamado Lincoln Loud, que sobrevive como o filho do meio e único menino e filho do meio de uma família de onze filhos de uma grande família formada por seus pais e dez irmãs.

## Enredo de The Loud House
Situado na cidade fictícia de Royal Woods, Michigan, a série narra a vida de Lincoln Loud, o único menino e filho do meio de uma família de onze filhos. Ele tem dez irmãs com personalidades distintas: Lori Loud, a filha mais velha mandona; a louca fashionista Leni Loud, a guitarrista Luna Loud; a comediante Luan Loud, a atlética e energética Lynn Loud Jr, a emo e sombria Lucy Loud, as gêmeas com personalidades opostas Lola Loud, a feminina, e Lana Loud, a sapeca; a superdotada Lisa Loud, e a bebê Lily Loud. Lincoln muitas vezes encontra problemas como resultado da grande quantidade de membros da família. Seu melhor amigo Clyde McBride o ajuda a resolver algumas de suas confusões. Ele normalmente explica esses problemas para o público, quebrando a quarta parede e falando aos telespectadores. Enquanto a maioria dos planos de Lincoln são para facilitar sua vida em casa e terminam produzindo efeitos negativos, as situações tendem a fazer com que a família fique mais unida no final.

## Elenco e Personagens de The Loud House eThe Casagrandes
- Lincoln Loud ("O Herói"; dublado por Sean Ryan Fox no piloto, Grant Palmer em T1E1A-T1E22B, Collin Dean em T1E23A-T3E18A, Tex Hammond em T3E18B-em diante) - O protagonista principal, tem 12 anos e é o filho do meio. Fã de quadrinhos, Lincoln constantemente quebra a quarta parede e fala com a audiência sobre como é difícil a vida na residência dos Loud. Por ser o único menino (sem considerar seu pai Lynn Loud Sr.), por vezes se sente diminuído pelas irmãs e sempre bola planos para tentar sobreviver ao caos da casa. Apesar de preguiçoso, Lincoln é a voz da razão que as meninas nem sempre escutam, mas mesmo ele não está acima de ser egoísta e usar o que sabe delas em sua vantagem. Ainda assim, afirma que não trocaria suas irmãs por nada no mundo. Sua banda favorita é SMOOCH como visto em "Os Irmãos do Rock". Lincoln tem o cabelo branco curto. Um grande tufo de seu cabelo acima. Ele tem um dente lascado proeminente dianteira, olheiras visíveis ao redor dos olhos e sardas no rosto. Lincoln geralmente veste uma camisa polo laranja, calça jeans, meias cinzas com listras azuis e vermelhas, e tênis branco com listras vermelhas.
- Clyde McBride ("O Melhor Amigo de Lincoln"; Dublado por Caleel Harris em T1E1A-T3E8A, Andre Robinson em T3E8B-em diante) - O melhor amigo de Lincoln e um dos deuteragonistas da série (juntamente com Lucy Loud), Clyde é tão nerd quanto aparenta e sempre procura ajudar o amigo em seus planos. Tem uma queda óbvia e não correspondida por Lori, quando a vê, jorra sangue pelo nariz.
- Lori Loud ("A Mandona"; Dublada por Catherine Taber) - A filha mais velha da família Loud e a principal antagonista da série, tem 18 anos, sendo mandona, pavio curto e autoritária com todo mundo, porém é bem intencionada e ainda se preocupa e procura cuidar de todos eles. Tende a se preocupar excessivamente sobre como sua família é vista em Royal Woods. Vive no celular e adora passar o tempo com seu namorado Bobby, apesar dele às vezes temê-la. É a única que tem carteira de motorista.
- Leni Loud ("A Beleza"; Dublada por Liliana Mumy) - 17 anos, é a segunda mais velha da família Loud. Leni é animada e a mais doce das meninas, e também a mais ingênua de todos os irmãos, mas avoada e pouco inteligente, fato de que seus irmãos se aproveitam de tempos em tempos. Adora roupas e tem talento para estilismo e artesanato. Herdou do pai um pavor enorme de aranhas, a ingenuidade e a tendência a se obcecar por coisas triviais.
- Luna Loud ("A Estrela do Rock"; Dublada por Nika Futterman) - 16 anos, uma das tritagonistas da série (juntamente com Luan e Lynn Jr.). Adora tudo relacionado a música e quer ser uma cantora famosa desde os 12 anos, quando adotou o rock como seu tudo. Pode se empolgar demais quando há música envolvida e é muito energética. Ela é uma das mais próximas de Lincoln e, sempre que pede ela dá conselhos a ele e quando precisa de ajuda ele está disposto a ajudá-la. Quando criança, Luna é originalmente interessada em música clássica, até que sua paixão pelo rock se desenvolveu quando ela tinha apenas 9 anos de idade.
- Luan Loud ("A Humorista "; Dublada por Cristina Pucelli) - 15 anos, tritagonista da série (juntamente com Luna e Lynn Jr.) .Usa aparelho nos dentes e é a comediante da casa, querendo ser profissional quando mais velha. Faz muitas piadas sem graça, tem habilidade com ventriloquismo e mímica, além de pregar trotes nas pessoas, especialmente os irmãos, mas está quase sempre sorridente. Todo dia no primeiro de abril, fica descontrolada. Mas ainda assim, ela é próxima de Lincoln, e sempre o ajuda quando ele a pede.
- Lynn Loud Jr. ("A Esportista"; Dublada por Jessica DiCicco) - 14 anos, tritagonista da série (juntamente com Luna e Luan) e é a esportista da família e pratica qualquer modalidade. É muito supersticiosa e acredita muito em ter ''sorte'' ou ''azar'' nos jogos. Ama (e pega no pé para ser mais ativo) do irmão Lincoln.
- Lucy Loud ("A Gótica"; Dublada por Jessica DiCicco) - A gótica dos Loud tem 9 anos, é uma dos deuteragonistas da série (juntamente com Clyde McBride) e ama poesia e coisas deprimentes ou assustadoras. Consegue aparecer por trás dos outros a qualquer momento, sempre causando sustos, pois ela aparece do nada. Tem pele pálida e cabelos pretos. Está quase sempre procurando a opinião de Lincoln sobre as poesias que escreve e é a irmã mais próxima dele.
- Lola & Lana Loud ("As Gêmeas"; Dubladas por Grey DeLisle) - Ambas com 7 anos, são completos opostos, apesar de serem as mais problemáticas da família Loud juntamente com Lincoln: Lola gosta de festas do chá, fama, dinheiro, concursos de talento e beleza, além de ser capaz de coisas más e manipuladoras e é dedo-duro, muitas vezes colocando seus irmãos e pais em problemas e sempre põe seus objetivos acima de tudo e de todos, vive brigando com Lana; Lana é moleca, sendo uma tomboy, adora coisas nojentas e sujas, como fuçar no lixo ou consertar o banheiro, o que demonstra um certo interesse dela por questões de coleta de lixo e saneamento básico. As duas não têm um dente na frente e vivem sempre em pé de guerra.
- Lisa Loud ("A Gênia"; Dublada por Lara Jill Miller) - É uma prodígio e a mais inteligente, racional e pragmática dos Loud, apesar de ter só 5 anos. Pela sua idade estuda ainda no Jardim de infância, onde é popular e sempre elogiada por colegas e professores mesmo super inteligente e possui tendências de cientista louca, sempre querendo resolver equações complexas e usar os irmãos como cobaias de experimentos. É um tanto arrogante e possui desdém por aqueles que ela considera pouco inteligentes (como sua irmã Leni). Usa óculos fundo-de-garrafa e fala cuspindo porque ela usa aparelho.
- Lily Loud ("A Máquina de Fralda Suja"; Dublada por Grey DeLisle) - A caçula, tem 2 anos e é o xodó da casa, mas tem uma habilidade incomum de sujar a fralda em velocidade absurda. Não raramente é Lincoln quem tem de cuidar dela e a mais fofa.
- Lynn Loud Sr. ("O Pai"; Dublado por Brian Stepanek) - O patriarca dos Loud, seu rosto nunca é mostrado na primeira temporada (só do especial de natal em diante). Adora sua família, mas sabe o momento de impor disciplina aos filhos, apesar de geralmente deixar essa tarefa a cargo de sua esposa devido ao medo dele de tomar decisões equivocadas. Trabalha como assistente de TI em um escritório e, como Leni, tem medo de aranhas e tende a se obcecar com coisas triviais e exagerar com frequência, além de às vezes agir de forma imatura e infantil. Também não é tão inteligente quanto aparenta ser. Atualmente, deixou seu emprego para se tornar um chef de cozinha devido à sua obsessão por culinária e tem seu próprio restaurante chamado "Mesa do Lynn".
- Rita Loud ("A Mãe"; dublada por Jill Talley) - A matriarca da família e a antagonista abrangente da série, como o marido, também nunca mostra o rosto na primeira temporada (só do especial de natal em diante). É assistente de dentista e é a única da família Loud cujo nome não começa com L, assim como seu filho Lincoln ela às vezes quebra a quarta parede para explicar o quanto é difícil lidar com seus 11 filhos e geralmente repreende e pune seus filhos (e às vezes seu marido Lynn Loud Sr.) por suas travessuras e confusões. Lori se espelha nela para ser mandona e autoritária com sua família.
- Roberto "Bobby" Alejandro Martinez-Millan Luis Santiago Jr. (Dublado por Carlos PenaVega) - O namorado de Lori, estão quase sempre se falando por celular. É distraído, mas esforçado e trabalha em múltiplos empregos. Tende a temer sua namorada, principalmente quando ela está de mal humor. Quando passa a morar na cidade grande com a irmã e a mãe, no episódio "Caos Familiar" da 2ª temporada, ele começa a trabalhar na bodega da família: o "Mercado Casagrande".
- Ronalda "Ronnie" Anne Santiago (Dublada por Breanna Yde em T1E15B-T3E2, Izabella Alvarez em T4E1-em diante) - Irmã mais nova de Bobby e colega de classe de Lincoln. Pegava muito no pé do garoto, mas é mostrado que a implicância de Ronnie Anne com Lincoln nada mais era que um jeito "especial" dela expressar seus sentimentos. Os dois se tornam amigos, mas é óbvio que se gostam. Ela, o irmão e a mãe passam a morar na cidade grande a partir do episódio "Caos Familiar" da 2ª temporada.
- Howard e Harold McBride (dublados, respectivamente, por Michael McDonald e Wayne Brady) - São os pais adotivos e super protetores de Clyde McBride.
- Sra. Agnes Johnson (dublada por Susanne Blakeslee) - Professora de Lincoln.
- Sr. Bud Grouse (dublado por John DiMaggio) - Vizinho dos Loud e antagonista secundário da série. Um senhor de idade bastante mal humorado que vive criticando o que os Loud fazem fora de casa, apesar dele respeitar alguns membros da família Loud (como Lori, por ser tão mal-humorada quanto ele e Lisa, por ser super inteligente). No episódio "11 Louds Felizes" ele é chamado sr. Resmungão, mas em outros episódios, ele é chamado de Sr. Grouse. No mesmo episódio, é revelado que Grouse tende a confiscar todos os itens dos irmãos Loud que acidentalmente acabam em sua propriedade. Além disso, é revelado que Bud tem uma grande família estendida à qual ele mal pode fazer uma visita devido a dificuldades financeiras. Na maioria dos episódios, é mostrado que Bud pode ser subornado com as comidas de Lynn Sr., apesar de odiar Lynn Sr. por ser obsessivo e imaturo, principalmente com sua a Lynn-sanha, em troca de favores.
- "Vovô" Albert Reynolds (dublado por Fred Willard em T1E15A-T4E14B; Christopher Swindle em T5E9B) - Avô materno dos Loud. É visto pela primeira vez em "Salvo pelas Irmãs". Sem seus óculos, é praticamente cego, não reconhecendo seus netos pela webcam. Em "Vovó Instantânea", anuncia o seu namoro com Myrtle.
- Flip (dublado por John DiMaggio) - Um senhor dono do "Comida e Combustível do Flip". Pensa só em ganhar dinheiro e não liga em empregar crianças para trabalhar para ele, como visto em "Efeito Borboleta", quando ele dá um emprego a Lisa (em um sonho), e à Lincoln e Clyde.
- Mick Swagger (dublado por Jeff Bennett) - Um rock-star que Luna idolatra, pois foi graças a ele que a garota passou a amar música. É uma paródia com Mick Jagger, dos Rolling Stones.
- Chester "Chunk" Monk (dublado por John DiMaggio) - Roadie de Luna, é visto quase sempre carregando seus instrumentos.
- Charles, Cliff, Walt e Geo (efeitos vocais por Dee Bradley Baker e Audrey Wasilewski) - Os animais de estimação da família: Um cachorro, gato, canário e hamster.
- Gary - O coelho de estimação de Luan.
- Pulos - O sapo de estimação de Lana.
- El Diablo - A cobra de estimação de Lana.
- Izzy - O lagarto de estimação de Lana.
- Fangs - O morcego de estimação de Lucy.
- Sra. Shirinivas (dublada por Angela Malhotra) - É a professora do jardim de infância.
- Rusty Spokes (dublado por Wyatt Griswold) - Faz parte do grupo de amigos de Lincoln, juntamente com Clyde, Liam, Zach e Stella. Tá sempre tentando se dar bem com as meninas. Tem um irmão chamado Rocky.
- Zach (dublado por Sean Giambrone) - Um garoto de óculos que é um dos amigos e colegas de escola de Lincoln. Ele e sua família são obcecados por teorias da conspiração e alienígenas, e acreditam que o governo dos EUA os está espionando. Gosta de antiguidades, assim como Clyde.
- Liam (dublado por Lara Jill Miller) - Faz parte do grupo de amigos de Lincoln, juntamente com Clyde, Rusty, Zach e Stella. Mora numa fazenda, e sempre conta histórias de sua vida no campo.
- Stella (dublada por Haley Tju) - Uma garota alta que se mudou para Royal Woods. Lincoln, Clyde, Liam, Rusty e Zach pensaram que Stella tinha uma queda por eles até que ela declarou que queria ser amiga deles, e passou a fazer parte do grupo.
- Treinador Pacowski (dublado por Jess Harnell) - É o treinador da escola primária. É apaixonado pela professora Johnson.
- Diretor Wilbur T. Huggins (dublado por Stephen Tobolowsky) - É diretor da escola primária. É bastante autoritário e é um grande fã do Ás Astuto.
- Cheryl (dublada por Grey DeLisle) - A secretária da escola na Escola Elementar de Royal Woods / Royal Woods Elementary School.
- Menina Jordan (dublada por Catherine Taber) - É uma colega de classe e amiga de Lincoln. É conhecida por dar várias festas e ser bem competitiva nas aulas de queimada.
- Mollie (dublada por Hannah Nordberg) - É uma colega de classe e amiga de Lincoln. Os dois competem bastante na piscina com "bolas de canhão".
- Sam Sharp (dublada por Jill Talley em T2E12, Alyson Stoner em T3E24-presente) - É a melhor amiga / namorada de Luna. Ela tem um irmão chamado Simon, a quem ela considera muito problemático.
- Haiku (dublada por Georgie Kidder) - Uma garota gótica que é uma das amigas de Lucy e membro do Clube dos Coveiros de Royal Woods, do qual Lucy faz parte. É originalmente apresentada como um dos encontros de Lincoln em "Resolução de Dança". Ela tem um penteado em que parte do cabelo cobre o olho esquerdo e tem uma queda por um vampiro de 200 anos.
- Katherine Mulligan (dublada por Jennifer Coolidge) - Uma repórter de notícias de Royal Woods. Ás vezes, suas falas estão sempre em seu tom de notícias.
- Scoots (dublada por Jane Lynch) - Uma velha sarcástica que é vista usando óculos escuros e andando em uma scooter de mobilidade. Ela é amiga de Albert, mora no lar de idosos e gosta de causar problemas para os outros quando pode.
- Hector Casagrande (dublado por Ruben Garfias) - Patriarca da família Casagrande, proprietário do Mercado que leva o nome da família. Gosta de fofocar e é várias vezes visto tocando seu violão.
- Rosa Casagrande (dublada por Sonia Manzano) - Matriarca da família Casagrande, que constantemente faz com que seus netos e filhos estejam bem alimentados e é sindica do prédio onde a família mora.
- Maria Santiago (dublada por Sumalee Montano) - Mãe de Bobby e de Ronnie Anne. Trabalha como enfermeira e passou a morar com o resto da família a partir da 2ª temporada.
- Carlos Casagrande (dublada por Carlos Alazraqui) - Pai dos primos de Ronnie Anne e Bobby e marido de Frida. É professor na universidade da cidade, é visto com livros constantemente
- Frida Puga Casagrande (dublada por Roxana Ortega) - Mãe dos primos de Ronnie Anne e Bobby e esposa de Carlos. É artista e bastante emotiva.
- Carlota Casagrande (dublada por Alexa PenaVega) - Filha mais velha de Carlos e Frida. Tem 17 anos, adora moda (sempre tentando mudar o estilo de Ronnie Anne) e tem vários seguidores na internet.
- Carlos "CJ" Jr. Casagrande (dublado por Jared Kozak) - Segundo filho de Carlos e Frida. Tem 13 anos e é o primeiro personagem na série a ter Síndrome de Down.
- Carl Casagrande (dublado por Alex Cazares) - Terceiro filho de Frida e Carlos. Tem 6 anos, é meio egocêntrico e é apaixonado por Lori.
- Carlitos Casagrande (dublado por Roxana Ortega) - O filho caçula de Frida e Carlos, que está sempre repetindo o que sua família faz.
- Sergio (dublado por Carlos Alazraqui) - É o papagaio da família. Ele tem uma personalidade atrevida e age como um despertador. É muito energético, e já fez compras de produtos da TV.
- Lalo - É o cachorro da família, adora as comidas de Rosa. Apesar de seu tamanho grande, ele tende a se assustar facilmente. Ele recebeu o nome do cartunista Lalo Alcaraz, famoso por sua tira La Cucaracha e seus cartuns editoriais, e que também trabalha no programa como consultor e escritor criativo.
- Sid Chang (dublada por Leah Mei Gold) - Filha mais velha dos Chang. Tem 12 anos é nova na cidade, é a nova vizinha e melhor amiga de Ronnie Anne. Ela sempre quer experimentar coisas novas, adora K-pop e lutas de Vale-tudo.
- Adelaide Chang (dublada por Lexi Sexton) - Filha mais nova dos Chang. Tem 6 anos, adora brincar com Sid. Segundo sua irmã, ela é um tipo de "atrevidinha profissional".
- Becca Chang (dublada por Melissa Joan Hart) - Mãe de Sid e Adelaide e esposa de Stanley. Ela trabalha como zoóloga.
- Stanley Chang (dublado por Ken Jeong) - Pai de Sid e Adelaide. Ele trabalha como condutor de metrô.
- Sr. Nakamura (dublado por Denis Akiyama entre 2016, até seu falecimento em 2018, depois Bruce Locke) - Um homem que vive no apartamento 4C do prédio do Casagrande.
- Nelson (efeitos vocais fornecidos por Eric Bauza) - É o cachorro do Sr. Nakamura. É alérgico a abelhas e muitas vezes é treinado para ser um animal de estimação melhor por seu dono.
- Sra. Kernicky (dublada por Lauri Fraser) - Uma mulher idosa que reside no apartamento 4A do prédio do Casagrande. Ela gosta de malhar.
- Par (dublado por Sunil Malhotra) - Um entregador que entrega produtos ao Mercado Casagrande.
- Vito Filliponio (dublado por Carlos Alazraqui) - Um idoso que é cliente regular do Mercado Casagrande. Ele costuma fofocar com Hector.
- Chandler McCann (dublado por Daniel DiVenere) - é o arqui-inimigo de Lincoln e foi uma das crianças mais populares da Escola Primária de Royal Woods.

| Personagem           | Temporada                 | Temporada                 | Temporada                 | Temporada                 | Temporada                 |
| Personagem           | 1                         | 2                         | 3                         | 4                         | 5                         |
| -------------------- | ------------------------- | ------------------------- | ------------------------- | ------------------------- | ------------------------- |
| Lincoln              | Protagonista Principal    | Protagonista Principal    | Protagonista Principal    | Protagonista Principal    | Protagonista Principal    |
| Lori Loud            | Protagonista              | Protagonista              | Protagonista              | Protagonista              | Protagonista              |
| Leni Loud            | Protagonista              | Protagonista              | Protagonista              | Protagonista              | Protagonista              |
| Luna Loud            | Protagonista              | Protagonista              | Protagonista              | Protagonista              | Protagonista              |
| Luan Loud            | Protagonista              | Protagonista              | Protagonista              | Protagonista              | Protagonista              |
| Lynn Loud Jr.        | Protagonista              | Protagonista              | Protagonista              | Protagonista              | Protagonista              |
| Lucy Loud            | Protagonista              | Protagonista              | Protagonista              | Protagonista              | Protagonista              |
| Lana Loud            | Protagonista              | Protagonista              | Protagonista              | Protagonista              | Protagonista              |
| Lola Loud            | Protagonista              | Protagonista              | Protagonista              | Protagonista              | Protagonista              |
| Lisa Loud            | Protagonista              | Protagonista              | Protagonista              | Protagonista              | Protagonista              |
| Lily Loud            | Protagonista              | Protagonista              | Protagonista              | Protagonista              | Protagonista              |
| Clyde McBride        | Co-Protagonista Principal | Co-Protagonista Principal | Co-Protagonista Principal | Co-Protagonista Principal | Co-Protagonista Principal |
| Rita Loud            | Recorrente                | Co-Protagonista           | Co-Protagonista           | Co-Protagonista           | Co-Protagonista           |
| Lynn Sr. Loud        | Recorrente                | Co-Protagonista           | Co-Protagonista           | Co-Protagonista           | Co-Protagonista           |
| Bobby Santiago       | Co-Protagonista           | Co-Protagonista           | Co-Protagonista           | Recorrente                | Recorrente                |
| Ronnie Anne Santiago | Co-Protagonista           | Co-Protagonista           | Co-Protagonista           | Recorrente                | Recorrente                |
| Vovô Albert Loud     | Convidado                 | Convidado                 | Convidado                 | Convidado                 | Convidado                 |
| Charles              | Recorrente                | Recorrente                | Recorrente                | Recorrente                | Recorrente                |
| Cliff                | Recorrente                | Recorrente                | Recorrente                | Recorrente                | Recorrente                |
| Walt                 | Recorrente                | Recorrente                | Recorrente                | Recorrente                | Recorrente                |
| Geo                  | Recorrente                | Recorrente                | Recorrente                | Recorrente                | Recorrente                |
| Sr. Grouse           | Recorrente                | Recorrente                | Recorrente                | Recorrente                | Recorrente                |
| Sra. Johnson         | Recorrente                | Recorrente                | Recorrente                | Recorrente                | Recorrente                |
| Chunck               | Recorrente                | Recorrente                | Recorrente                | Recorrente                | Recorrente                |
| Chandler McCann      | Antagonista Recorrente    | Antagonista Recorrente    | Antagonista Recorrente    | Antagonista Recorrente    | Antagonista Recorrente    |

| Direção  | Rodrigo Antas (1ª temporada) / Jorge Vasconcelos |
| Tradução | Paloma Nascimento / Eulália Féo                  |
| Estúdio  | Som de Vera Cruz Estúdios                        |

## Dubladores
| Personagem           | Dublador                                                           | Dobrador         |
| -------------------- | ------------------------------------------------------------------ | ---------------- |
| Lincoln Loud         | Wirley Contaifer                                                   | Sandra de Castro |
| Lori Loud            | Carina Eiras                                                       | Paula Pais       |
| Leni Loud            | Jullie                                                             | Inês Marques     |
| Luna Loud            | Mariana Torres                                                     | Raquel Ferreira  |
| Luan Loud            | Gabriela Medeiros                                                  | Inês Marques     |
| Lynn Loud Jr. (Irmã) | Vitória Crispim                                                    | Sandra de Castro |
| Lucy Loud            | Tônia Mesquita                                                     | Helena Montez    |
| Lana Loud            | Jéssica Vieira                                                     | Raquel Ferreira  |
| Lola Loud            | Lhays Macêdo                                                       | Raquel Ferreira  |
| Lisa Loud            | Louise Schachter                                                   | Carla Garcia     |
| Lily Loud            | Hannah Buttel                                                      | Carla Garcia     |
| Clyde McBride        | Charles Emmanuel                                                   | Raquel Ferreira  |
| Rita Loud (Mãe)      | Márcia Morelli                                                     | Adriana Moniz    |
| Lynn Loud Sr. (Pai)  | Eduardo Dascar                                                     | Luís Barros      |
| Vovô Albert Loud     | Jorge Vasconcelos/ Carlos Gesteira/ André Belisar                  | Tiago Matias     |
| Bobby Santiago       | Rodrigo Antas                                                      | Tiago Matias     |
| Ronnie Anne          | Maria Fontenelle (1ª Voz)                                          | Teresa Macedo    |
| Ronnie Anne          | Marina Dondi (2ª Voz)                                              | Teresa Macedo    |
| Ronnie Anne          | Ana Lúcia Menezes (3ª Voz)                                         | Teresa Macedo    |
| Ronnie Anne          | Pamela Rodrigues (Voz Atual)                                       | Teresa Macedo    |
| Sra. Johnson         | Izabel Lira                                                        | Inês Marques     |
| Diretor Huggins      | Carlos Viegas                                                      | Tiago Matias     |
| Treinador Pacowski   | Jorge Vasconcelos/ Flávio Back/ Guillherme Lopes                   | Tiago Matias     |
| Menina Jordan        | Cristine Yume/ Amanda Manso                                        | Teresa Macedo    |
| Haiku                | Amanda Manso/ Talita Real (T2E14)                                  |                  |
| Sam                  | Mariana LeBlanc/ Amanda Brígido                                    |                  |
| Scoots               | Mariângela Cantú                                                   |                  |
| Sr. Grouse           | Carlos Gesteira/ Jorge Vasconcelos (T1E23)/ Ricardo Rossato (T2E1) |                  |
| Flip                 | Jorge Vasconcelos/ Mário Monjardim (T1E19)/ Ricardo Rossato (T2E2) |                  |
| Harold               | Flávio Back                                                        |                  |
| Howard               | Airam Pinheiro/ Renan Freitas/Gabriel Oliveira                     |                  |
| Hector               | José Santa Cruz/ Luiz Carlos Persy (T3E9, T3E16)                   |                  |
| Rosa                 | Jeane Dantas                                                       |                  |
| Maria                | Luísa Viotti                                                       |                  |
| Carlos               | Cafi Balloussier                                                   |                  |
| Frida                | Aline Esteves                                                      |                  |
| Carlota              | Christiane Monteiro/ Natali Pazete                                 |                  |
| CJ                   | Victor Hugo Fernandes                                              |                  |
| Carl                 | João Victor Granja/ Daniel Pim                                     |                  |
| Carlitos             | Talita Real                                                        |                  |
| Sergio               | Sérgio Stern                                                       |                  |
| Sid                  | Amanda Brígido                                                     |                  |
| Adelaide             | Raphaela Santoro                                                   |                  |
| Sra. Chang           | Andrea Suhett                                                      |                  |
| Nakamura             | Guto Nejaim                                                        |                  |
| Cory/ Par            | Pablo Árgollo                                                      |                  |
| Vito                 | Jorge Vasconcelos/ Anderson Coutinho                               |                  |
| Fiona                | Naiaama Belle/ Teline Carvalho                                     |                  |
| Miguel               | Pedro Crispim                                                      |                  |

## Episódios
| Temporadas | Temporadas | Segmentos | Episódios | Exibição original      | Exibição original     | Exibição no Brasil     | Exibição no Brasil    | Exibição em Portugal   | Exibição em Portugal   |
| Temporadas | Temporadas | Segmentos | Episódios | Estreia de temporada   | Final de temporada    | Estreia de temporada   | Final de temporada    | Estreia de temporada   | Final de temporada     |
| ---------- | ---------- | --------- | --------- | ---------------------- | --------------------- | ---------------------- | --------------------- | ---------------------- | ---------------------- |
|            | 1          | 52        | 26        | 2 de maio de 2016      | 8 de novembro de 2016 | 16 de maio de 2016     | 7 de janeiro de 2017  | 23 de maio de 2016     | 12 de dezembro de 2016 |
|            | 2          | 49        | 26        | 25 de novembro de 2016 | 20 de outubro de 2016 | 17 de dezembro de 2016 | 7 de abril de 2018    | 24 de dezembro de 2016 | 24 de dezembro de 2017 |
|            | 3          | 48        | 26        | 19 de janeiro de 2018  | 7 de março de 2019    | 14 de maio de 2018     | 11 de maio de 2019    | 1 de agosto de 2018    | 12 de abril de 2019    |
|            | 4          | 50        | 26        | 27 de maio de 2019     | 23 de julho de 2020   | 2 de agosto de 2019    | 20 de outubro de 2020 | 23 de setembro de 2019 | 30 de outubro de 2020  |
|            | Especial   | Especial  | Especial  | 23 de maio de 2020     | 23 de maio de 2020    | 28 de agosto de 2020   | 28 de agosto de 2020  | 2 de janeiro de 2021   | 2 de janeiro de 2021   |
|            | 5          | 47        | 26        | 11 de setembro de 2020 | 4 de março de 2022    | 20 de novembro de 2020 | 8 de março de 2022    | 8 de fevereiro de 2021 | 19 de abril de 2022    |
|            | 6          | 49        | 26        | 11 de março de 2022    | 16 de maio de 2023    | 4 de abril de 2022     | 16 de junho de 2023   | 26 de setembro de 2022 | 12 de maio de 2023     |
|            | 7          | 38        | 20        | 17 de maio de 2023     | TBA                   | 4 de setembro de 2023  | TBA                   | TBA                    | TBA                    |
|            |            |           |           |                        |                       |                        |                       |                        |                        |

## Produção
- The Loud House foi criado por Chris Savino para a Nickelodeon. Para criar a série, Savino se inspirou em suas próprias experiências pessoais de ter crescido em uma família grande.[3] Ele enviou o roteiro do piloto para a emissora ao se inscrever em um concurso para descobrir novos produtores e roteiros feito no período de 2013 a 2014. Com o sucesso do piloto, foi encomendada a produção da primeira parte da primeira temporada com 13 episódios[4] Em junho de 2014, a emissora confirmou a produção da segunda parte da primeira temporada com mais 13 episódios.[5] Esta série foi a segunda série a ser aprovada pelo projeto Animated Shorts, depois de Breadwinners.[6]
- O primeiro trailer da série estreou no Nicktoons em 13 de março de 2016.[7]
- Na pré-produção da série, a família Loud seria composta de coelhos, logo depois da aprovação do roteiro, Savino foi orientado a trocar os personagens por humanos.[8][9]
- Durante as primeiras duas temporadas, Lincoln Loud frequentemente quebra a quarta parede, dando conselhos sobre como sobreviver a uma família numerosa ou quando ele fala sobre coisas do passado. Isso só volta a acontecer a partir da quinta temporada de The Loud House.

## Filme de The Loud House
A Nickelodeon e a Paramount anunciaram a produção de um filme da série com previsão de lançamento para 7 de fevereiro de 2020. No entanto, em janeiro de 2019, a Paramount anunciou que o projeto havia sido cancelado. Porém, a Netflix anunciou que havia reaproveitado o roteiro.
Em 27 de abril de 2021, a Netflix divulgou o primeiro teaser oficial do filme, que tem previsão de estreia para o segundo semestre de 2021.O longa foi lançado oficialmente no dia 20 de agosto de 2021 na Netflix, que já foi responsável por lançar o filme Bob Esponja - O Incrível Resgate, também da Nickelodeon e da Paramount, em 2020.

## Controvérsias
O criador da série, Chris Savino, foi demitido após surgirem várias alegações de assédio sexual de várias empregadas da cadeia Nickelodeon. As autores alegaram que Savino lhes ofereceu trabalho em troca de favores sexuais, evidenciados em várias mensagens de texto explícitas. Entre as queixosas estava Anne Walker Farrell, atual diretora da série Bo Jack Horseman, que declarou no Twitter que Savino a assediara quinze anos atrás, enquanto trabalhavam no Cartoon Network.
Apesar da demissão de Savino, a equipe de produção da série foi mantida e eles conseguiram manter o nível de roteiros e os altos níveis de audiência da série.
A questão da sexualidade de Luna Loud e da família McBride se tornaram polêmicas em países mais conservadores. Casos notórios foram o banimento da série na Turquia e a censura de diversos episódios na Polônia.

## Spin-offde The Loud House
Um spin-off, intitulado The Casagrandes, foi desenvolvido pela Nickelodeon em março de 2018. A série contará com Ronnie Anne e Bobby Santiago, além de sua extensa família Casagrande que vive na cidade de Great Lakes. A série estreou em 14 de outubro de 2019. No dia 7 de maio de 2019, foi revelado que Eugenio Derbez, Ken Jeong e Melissa Joan Hart se juntaram ao elenco como o Dr. Arturo Santiago, o pai de Ronnie Anne e Bobby, e os novos vizinhos Stanley e Rebecca Chang, respectivamente.